# ييتس ستيرلينغ جونيور
ييتس ستيرلينغ جونيور (بالإنجليزية: Yates Stirling, Jr.)‏ هو ضابط أمريكي، ولد في 30 مارس 1872 في فاليجو في الولايات المتحدة، وتوفي في 27 يناير 1948 في بالتيمور في الولايات المتحدة.